# 东渡镇
东渡镇，是中华人民共和国浙江省丽水市缙云县下辖的一个乡镇级行政单位。

## 行政区划
东渡镇下辖以下地区：
长坑村、南胡村、兰口村、吴岭村、梨仓村、桃花岭村、黄山脚村、小仙都村、天马村、白龙岗村、古郑村、仓山村、株树村、东溪村、东渡村、雅宅村、雅村、兆岸村、方川村和石松村。